# Jerveje
Jerveje (em armênio: Ջրվեժ; romaniz.: J̌rvež) é uma aldeia e município da província de Cotaique, na Armênia. De acordo com o censo de 2011, havia 7 198 habitantes no centro urbano e 10 223 no município.

## História
Jerveje foi citada pela primeira vez no século V. Foi muito danificada no sismo de 1679. Entre seus monumentos históricos e arquitetônicos estão o complexo memorial do cemitério (séculos IV-V), que consiste numa igreja e um mausoléu-monumento. A oeste, na ravina, está a Igreja de São Sérgio (Surb Sargis). A leste, estão a Capela da Vera Cruz (Surb Xač), cachecares, lápides e uma igreja católica construída em 1856. Em 1831, 1897, 1926, 1939, 1959, 1970, 1979 e 1989, respectivamente, tinha 108, 492, 749, 839, 834, 2 877, 4 228 e 5 696 habitantes. Parte dos ancestrais dos habitantes vieram de Coi e Salmas, no Irã, de 1828-29, e outros da Geórgia e de Xemequir e Ganja, no Azerbaijão.

## Geografia
De acordo com a etimologia tradicional, o nome da aldeia supostamente vem da palavra armênia ǰrvež, "cachoeira". Está localizada de 8-10 quilômetros a leste de Aboviã, na rodovia de Erevã-Garni, num planalto rico em pomares e hortas. Suas casas são construídas em pedra. Subsiste de pecuária e agricultura. Em termos de infraestrutura, tem uma escola secundária, uma escola de música, um clube, uma biblioteca, uma creche-jardim de infância, pontos de serviço doméstico, uma posto médico e uma rede telefônica automática. Há uma pedreira de tufo nas cercanias.

### Subdivisões
O município é subdividido em três assentamentos:
- Jerveje
- Joralbiur (Ձորաղբյուր, Jorałbyur)
- Zoveque (Զովք, Zovk’)